# D4H diesel
La série D4H est l'une des séries de locomotive diesel vietnamienne la plus nombreuse. Elle a été massivement fournie par l'Union soviétique au lendemain de la guerre du Viêt Nam.

## Conception
Les D4H correspondent au type TU 7 construit par les usines soviétiques (T pour Teplovoz ou locomotive diesel, U pour Uzkokolej ou voie étroite, et 7 car c'est le septième modèle du genre mis au point. Le E éventuellement ajouté concerne les modèles destinés à l'exportation). Ce modèle est proposé pour tous les écartements compris entre 750 et 1435 mm. La production débute en 1972 et se poursuit jusqu'en 1988, date à laquelle un modèle amélioré et plus puissant est mis au point, le TU 7A, qui sortira jusqu'en 1994. La production totale s'élèvera à 3220 unités.
Un total de 247 unités auraient été envoyées au Viêt Nam, dont 224 auraient été pris en compte par les DSVN, le reste étant attribué à l'industrie.
On en est réduit à des suppositions, car les rares numéros de constructions connus pour avoir effectivement été livrés au Viêt Nam (2420 à 2425, 2428 à 2457, 2573 et 2574, 3257 à 3265) ne couvrent pas ce chiffre de 247. D'autre part, on peut se demander dans quelle mesure ces numéros de construction ne correspondent pas aux numéros DSVN.
Les TU 7E sont numérotées dans les tranches 400 et 500, les TU 7AE dans la tranche 800. Toutes semblent avoir été livrées avec la classique décoration vert foncé et jaune des DSVN.

## Service
Si à l'origine, elles semblent effectuer tous types de services, elles sont rapidement confinés aux manœuvres dans les principales gares et dépôts et à la desserte des complexes industriels. Leur état se dégrade rapidement et 50 avaient déjà disparu des effectifs en 1998.
Il est possible que certaines aient été livrées, ou adaptées à la voie normale.
En 1995, la firme allemande SMI chargée de rénover certaines locomotives roumaines de la série D11H, décide d'en remotoriser une à titre gratuit avec un moteur MTU 12V183 de 294 kW. Affectée à Hanoï, elle est engagée en essai pendant quatre jours pour la remorque des trains de marchandises entre Hanoï et Haïphong et donne toute satisfaction. Cela débouche sur un projet de remotorisation de 50 unités avec un moteur MTU de 368 kW, projet qui n'a probablement pas vu le jour. À moins que les 8 "D4HR" figurant aux effectifs au 1er janvier 2004 ne soient effectivement des engins remotorisés (mais il peut aussi s'agir des TU 7AE de la tranche 800).
Au fil des ans, certaines ont été repeintes dans une livrée rouge et jaune assez seyante.
En avril 2001, la série effectuait essentiellement des manœuvres dans les zones dépendant des dépôts de Hué et de Da Nang et assurait du service de ligne entre Hanoï et Haïphong. Bien que l'amortissement soit prévu pour 2005, 111 D4H figurent encore à l'effectif au 1er janvier 2004.